# 116-й отдельный танковый батальон Северо-Западного фронта
116-й отдельный танковый батальон — воинская часть (отдельный танковый батальон) РККА ВС СССР в Великой Отечественной войне.

## История
Отдельный танковый батальон был сформирован на базе 217-го танкового полка 108-й танковой дивизии 24 августа 1941 года, очевидно в Кубинке. Фактически являлся огнемётным танковым батальоном, поскольку имел в своём составе 31 танк, из них 9 Т-34, 4 Т-26 и 18 огнемётных ХТ-26. Насчитывал 440 человек личного состава.
В действующей армии с 15 сентября 1941 года по 20 октября 1941 года.
Из донесений следует, что полк прибыл на Северо-Западный фронт несколько раньше, чем указано в Перечне № 29 - 11 сентября 1941 года. Первый бой принял 12 сентября 1941 года.
Из донесения о действиях батальона 

12 сентября 1941 года батальон... впервые вступил в бой с немецкими фашистами... В результате первых боев с противником батальон поставленной задачи не выполнил, понеся потери:  
 а) в личном составе: убито 10, ранено 10, пропало б/вести 47, итого 67; 
 б) в материальной части и вооружении: осталось на поле боя и в районах, занятых противником: танки Т-34 — 8, из них наскочили на своё минное поле — 2, застряли в болоте и на мосту — 2, попали в противотанковый ров — 1, подбиты ПТ артиллерией противника — 3, танки Т-26 — 3, танки ХТ-26 — 15, всего — 26. 
 Танки ХТ-26 сгорели от собственной горючей смеси вследствие попадания в них снарядов и бронебойных пуль... 

Причины больших потерь батальона: 
 а) вследствие неоднократно изменявшихся задач и исходных позиций для наступления, а также несерьёзного отношения к этому важнейшему элементу боевой деятельности танкистов. Личный состав экипажей плохо знал свои задачи, а экипажи 3-й роты совершенно её не знали. Танки 3-й роты не были подготовлены к огнеметанию (не было создано давление)...

б) ... не было организовано никакой разведки огневых точек противника...

г) огнемётные танки ХТ-26 использовались неправильно, как артиллерийские...»
— Бронеколлекция. Специальный выпуск № 2005-02. Огнемётные танки Второй мировой войны. Ардашев А. Н., Федосеев С. Л.
Таким образом в первый же день боёв батальон был практически разгромлен.
Расформирован 20 октября 1941 года в соответствии с Перечнем № 29, но по справочнику Боевого Состава Советской армии числится и в ноябре 1941 года в составе Северо-Западного фронта.

## Подчинение
| Дата            | Фронт (округ)            | Армия | Корпус | Дивизия | Примечания |
| --------------- | ------------------------ | ----- | ------ | ------- | ---------- |
| 01.09.1941 года | Московский военный округ | -     | -      | -       | -          |
| 01.10.1941 года | Северо-Западный фронт    | -     | -      | -       | -          |
| 01.11.1941 года | Северо-Западный фронт    | -     | -      | -       | -          |